# Связывающий узел
Свя́зывающий у́зел (англ. binding knot) — временный узел, который используют для обвязывания объекта (или связывания вместе нескольких объектов друг с другом). Связывающие узлы бывают двух видов. Один вид — делают обнос (или обнос и шлаг) вокруг объекта (или объектов) и оба конца верёвки связывают вместе (например, «прямой» узел). Другой вид — делают обнос (или обнос и шлаг) вокруг объекта (или объектов), а концы оборачивают вокруг шлага (например, «питонов» узел).

## Перечень и применение связывающих узлов
В быту
- Обвязка (Binder Knot[2]) в быту — узел, применяемый при заготовлении (обвязке) снопов сена, который дал название всей категории связывающих узлов. Пучком соломы оборачивают сноп, концы перекручивают друг с другом, складывают петлёй и подтыкают снизу под обвязку
- Полуузел в быту (в вышивании назван (Single Knot) «одиночным узелком») — первый этап завязывания остальных связывающих узлов, однако также может быть использован самостоятельно. Неплохо утягивает объект, если завязывают материалом, в котором трение — большее. Используют для закрепления прядей сплесня и огона
- Прямой (рифовый) узел — связывающий узел, который состоит из пары связывающих полуузлов: правого полуузла и левого
- Двойной рифовый узел — связывающий узел, которым завязывают шнурки, банты, галстуки, свёртки и упаковки товаров
- Бабий узел — связывающий узел, который состоит из пары связывающих одинаковых полуузлов, которые завязаны в одну и ту же сторону. Широко применяют в быту
- Воровской узел — неприменим
- Тёщин узел — неприменим
- Двойная удавка — стягивание свёртка
- Питонов узел — стягивание свёртка
- Констриктор — стягивание свёртка
- Двойной констриктор — временное связывание вместе жердей
- Академический узел — рыболовный узел
- Эвенкийский узел — охотничий узел
- Выбленочный узел — стягивание свёртка или покупки
- Магазинная петля — связывание свёртков
- Пикетный узел — стягивание горловины мешка
- Пьяный узел — утягивание запястий рук наподобие наручников
- Кандальный узел — утягивание запястий рук наподобие наручников, или как разновидность топового узла

Галстучные узлы
- Бантовый узел (Bowknot) — узел для завязывания галстука-«бабочка» (String Tie, Bow Tie, Batwing Tie, Windsor Tie). Основан на прямом узле с петлями (двойном рифовом узле)
- Одиночный бантовый узел (Drawknot) — узел для завязывания галстука-«бабочка» (Coventry Dress Tie). Основан на рифовом (развязывающемся) узле
- Аскот — узел для завязывания галстука-«бабочка» (Ascot Tie). Основан на прямом узле
- En Cascade — галстучный узел. Основан на бабьем узле

В хирургии
- Хирургические узлы — серия связывающих профессиональных узлов хирургов

В мясной торговле
- Мясничьи узлы — серия профессиональных связывающих узлов мясников

В мельничной торговле
- Мельничные узлы — серия профессиональных связывающих узлов мельников для стягивания горловины мешка с мукой

В морском деле
- Марка — временное связывание вместе прядей конца троса от расплетания
- Схватка — временное связывание вместе ходового конца троса с коренным
- Бензель — временное связывание вместе середин двух тросов
- Турецкая голова
- Развязывающийся рифовый узел — связывающий узел, который состоит из пары связывающих полуузлов: правого полуузла и левого с петлёй
- Ревантовый узел (Roband Hitch) с прямым узлом для связывания концов. Используют для привязывания паруса к рее на военном парусном флоте
- Сезнёвочный штык — связывание уложенного паруса
- Лисель-галсовый узел — используют для утягивания чего-либо
- Мичманский узел — используют для утягивания тюков при перевозке